# Barbitistes vicetinus
Barbitistes vicetinus är en insektsart som beskrevs av Galvagni och Fontana 1993. Barbitistes vicetinus ingår i släktet Barbitistes och familjen vårtbitare. Inga underarter finns listade i Catalogue of Life.